# 7 -セブン-
『7 -セブン-』は、宝塚歌劇団のショー作品。宝塚公演の形式名は「グランド・ショー」で20場。

## 解説
※「宝塚歌劇100年史（舞台編）』の宝塚大劇場公演を参考した。
上月晃の魅力すべてを出すために作られたショー。上月は1人で10曲以上を歌う。「七色の虹」、「七曜」、「七つの星」、「七つの音」など、「7」にちなんで構成された。

## 公演記録
- 1968年10月1日 - 10月30日　宝塚大劇場（星組公演）[1]
併演作品は『千姫[1]』。
- 1969年1月2日 - 1月28日　新宿コマ劇場（星・月組公演）[2]
併演作品は『花の狸御殿[2]』。
- 1969年7月23日 - 7月28日　福岡スポーツセンター（星組公演）[3]
併演作品は『花の狸御殿[3]』。

## 宝塚大劇場公演のデータ
スタッフ
- 作・演出：高木史朗
- 音楽：中元清純
- 音楽指揮：溝口尭
- 振付：喜多弘、山田卓、朱里みさを、司このみ
- 装置：黒田利邦
- 衣装：任田幾英
- 衣装監修：小西松茂
- 照明：久保安太郎、棚橋守
- 小道具：生島道正
- 効果：村上茂
- 録音：松永浩志
- 特殊撮影：宝塚映画
- 演出補：阿古健
- 演出助手：草野旦
- 制作：太谷真一

主な出演
- 歌う男、パリの青年：上月晃
- コミックの男、歌う女：初風諄
- 歌う男：南原美佐保
- 花の淑女：若山かずみ
- 歌手：如月美和子、鳳蘭、安奈淳